# Carepalxis poweri
Carepalxis poweri är en spindelart som beskrevs av William Joseph Rainbow 1916. Carepalxis poweri ingår i släktet Carepalxis och familjen hjulspindlar.
Artens utbredningsområde är New South Wales. Inga underarter finns listade.